# Walter Ris

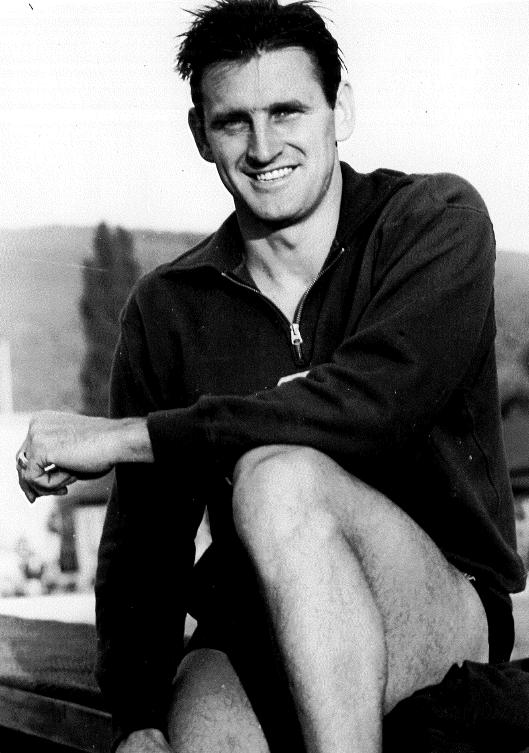
Walter Ris

Walter Stephen Ris, auch Wally Ris genannt, (* 4. Januar 1924 in Chicago, Illinois; † 25. Dezember 1989 in Mission Viejo, Kalifornien) war ein US-amerikanischer Schwimmer.
Bei den Olympischen Sommerspielen 1948 in London wurde er über 100 Meter Freistil und mit der US-amerikanischen 4-mal-200-Meter-Freistilstaffel Olympiasieger.
Der Student der University of Iowa gewann die US-Meisterschaften und die Hochschulmeisterschaften im Freistilsprint in den Jahren 1947 und 1948. Von 1945 bis 1949 gewann er den Hallentitel über 100 Yards Freistil. 1966 wurde er in die Ruhmeshalle des internationalen Schwimmsports aufgenommen.